# Evolutionarily Distinct and Globally Endangered
Evolutionarily Distinct and Globally Endangered (EDGE), plným názvem EDGE of Existence Programme (doslova Iniciativa pro druhy na pokraji přežití) je iniciativa při Londýnské zoologické společnosti. Tato iniciativa je odvozena od seznamu EDGE species, tedy výčtu druhů zařazených na seznam EDGE. Akronym EDGE znamená anglicky hrana, zároveň však skrývá počáteční písmena sousloví Evolutionarily Distinct and Globally Endangered. Zahrnuje takové živočišné druhy, které jednak mají jedinečnou vypovídající hodnotu z hlediska evolučního vývoje, protože jsou nezřídka jedinými zástupci svého rodu nebo dokonce čeledi, a zároveň čelí hrozbě naprostého vyhubení. Některým takovým druhům, jako například pandám nebo slonům, se již dostává náležité pozornosti a jsou podnikány aktivní kroky pro jejich záchranu, avšak řada jiných, jako je sviňucha kalifornská (Phocoena sinus, která, vymřel-li delfínovec čínský převzala po něm primát světově nejohroženějšího kytovce), netopýrek thajský (Craseonycteris thonglongyai) nebo paježury (rod Zaglossus, který je erbovním zvířetem iniciativy) jsou navzdory značnému ohrožení jen zřídka zohledňovány v již existujících ochranářských projektech a znalosti o jejich biologii jsou často velmi skrovné. Nedávná studie poukázala na skutečnost, že zhruba 70 % druhů, spadajících do kategorie EDGE, se nedostává buď žádné, nebo jen velmi malé pozornosti. Bez patřičného zdůraznění této skutečnosti tak nejen že mohou vymřít jedinečné druhy, což povedena k neúměrným ztrátám pro biodiverzitu, ale může také být postižen evoluční potenciál do budoucna. Cílem programu EDGE je zvyšovat povědomí o této hrozbě a finančně podporovat záchranné programy.
Např. v roce 2007 tak podpořila terénní výzkum tarbíčka dlouhouchého (Euchoreutes naso), velblouda dvouhrbého, hrošíka liberijského, a štětinatce haitského.

## Kritéria pro zařazení na seznam EDGE

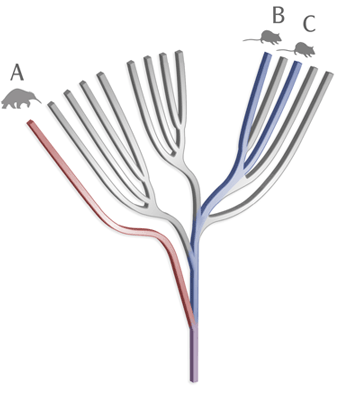
Strom života z materiálů iniciativy EDGE

Každý druh může být ohodnocen z hlediska své evoluční jedinečnosti a z hlediska stupně ohrožení, kterému čelí. Kombinací těchto dvou kritérií se vypočítává, který druh bude zařazen na seznam, případně jak vysoko se v seznamu umístí.
Některé druhy jsou z evolučního hlediska výjimečnější, protože za sebou mají delší období samostatného vývoje. Kupříkladu hrabáč kapský má jen velmi málo bližších příbuzných a po miliony let se vyvíjel zcela nezávisle. Naproti tomu domácí pes je evolučně velmi mladý druh a má mnoho blízkých příbuzných. Evoluční jedinečnost (ED – Evolutionary Distinctiveness) může být měřena prostřednictvím tzv. stromů života neboli fylogenezí.
Na obrázku vpravo je prezentován fylogenetický strom, na němž druh A, spíše osamocený proutek než mohutná větev na stromě života, má větší ED než druhy B a C. Je zřejmé, že vyhyne-li druh A, nebude existovat žádný jemu podobný zástupce a z hlediska biodiverzity a evoluční historie se tedy jedná o větší ztrátu, než bude-li stejným způsobem postižen druh B nebo C.
Index stupně ohrožení druhu (GE – Globally Endangered) je odvozen z Červeného seznamu IUCN. Ten rozlišuje kritéria málo dotčený (LC – last concern, kam patří i již zmíněný hrabáč), téměř ohrožený (NT – Near Threatened), zranitelný (VU – Vulnerable), ohrožený (EN – Endangered), kriticky ohrožený (CR – Critically Endangered), vyhynulý v přírodě (EW – Extinct in the Wild) a vyhynulý (EX – Extinct). Do prvé stovky druhů na seznamu EDGE jsou pak zahrnovány druhy od zranitelných po kriticky ohrožené, s velkou mírou evoluční jedinečnosti.
Hrabáč kapský zaujímal v září 2016 313. příčku, podobně jedinečný ptakopysk (Ornithorhynchus anatinus), rovněž málo dotčený, příčku 318.

## Druhy nejvíce ohrožené
Iniciativa EDGE vydala roku 2011 seznam nejohroženějších druhů savců a obojživelníků, r. 2014 přibyly nově i kategorie korálový útes a ptáci.
Do čela seznamu se dostávají především takové druhy, které často naprosto bez větší pozornosti nenávratně mizí a jejichž záchrana je tak naléhavým úkolem lidstvu. Tyto druhy nazývá ústředními, ohniskovými (focal species). V níže prezentovaném kusém žebříčku savců jsou to paježury, štětinatec haitský a všechny další od velblouda dvouhrbého.

### Savci
1. Paježury, všechny tři druhy

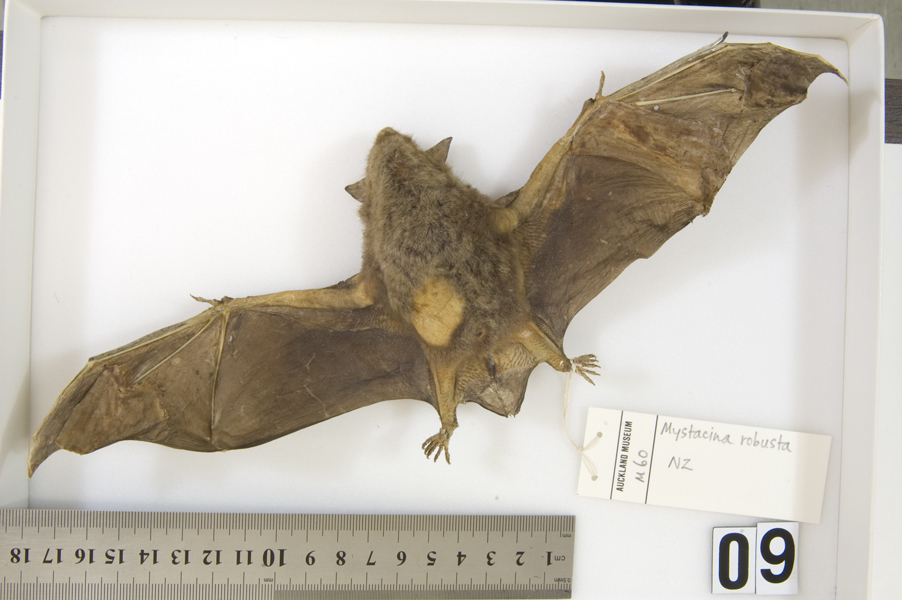
Mystacina větší ve sbírkách War Memorial Museum v Aucklandu

4. Mystacina větší (Mystacina robusta)
5. Delfínovec čínský (Lipotex vexilifer)
6. Vakoplch trpasličí (Buramys parvus)
7. Štětinatec haitský (Solenodon paradoxus), štětinatec kubánský (Soledonon cubanus)
9. Nosorožec sumaterský (Dicerorhinus sumatrensis)
10. Králík říční (Bunalagus monticularis)
13. Velbloud dvouhrbý (Camelus bactrianus)
16. Lenochod trpasličí (Bradypus pygmaeus)
28. Hrošík liberijský (Hexaprotodon liberiensis)
30. Komba rondská (Galagoides rondoensis)
43. Hirola (Beatragus hunteri)
44. Saola (Pseudoryx nghetinhensis)
60. Delfínovec ganžský (Craseonycteris thonglongyai)
67. Lori štíhlý (Loris tardigradus)

### Obojživelníci

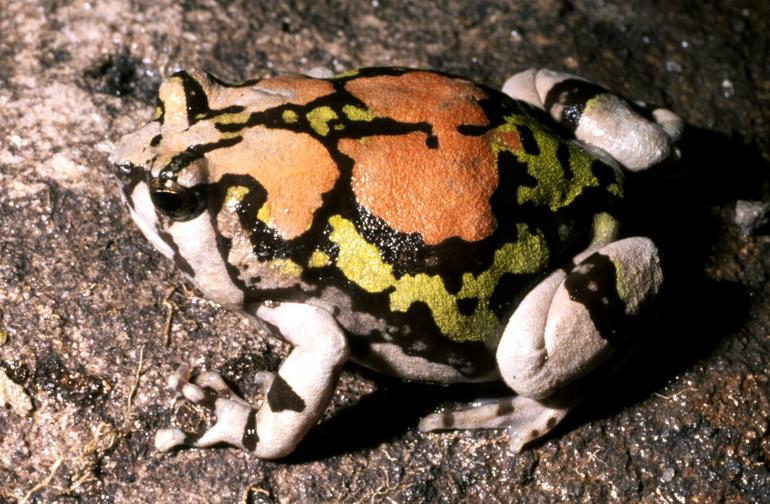
Parosnička šperková

2. Velemlok čínský (Andrias davidianus)
3. červor Boulengerula niedeni
4. Nasikabatrachus sahyadrensis
16. Jižanka Hewittova (Heleophryne hewitti) Jižanka půvabná (Heleophryne rosei)
19. Macarát jeskynní (Proteus anguinus)
25. Mexičtí mločíci (do první stovky je zařazeno plných dvacet druhů mločíků, např. mločík Townsendův (Parvimolge townsendi) (25), mločík drobný (Chiropterotriton lavae) (49), mločík velkonohý (Chiropterotriton magnipes) (49), mločík Mosauerův (Chiropterotriton mosaueri) (49), mločík nejmenší (Thorius minutissimus) (61) aj.)
38. parosnička šperková (Scaphiophryne gottlebei)
46. nosatka rezavá (Rhinoderma rufum)
56. ropuška Hilleniova (Alytes dickhilleni)
70. Mahénkovité seychelské žáby, čeleď Sooglossidae: mahénka ostrovní (Sechellophryne gardineri), Sechellophryne pipilodryas, mahénka seychelská (Sooglossus sechellensis) a mahénka pralesní (Sooglossus thomasseti)

### Ptáci
Ibis velký (Thaumatibis gigantea)
Lelčík černý (Aegotheles savesi)

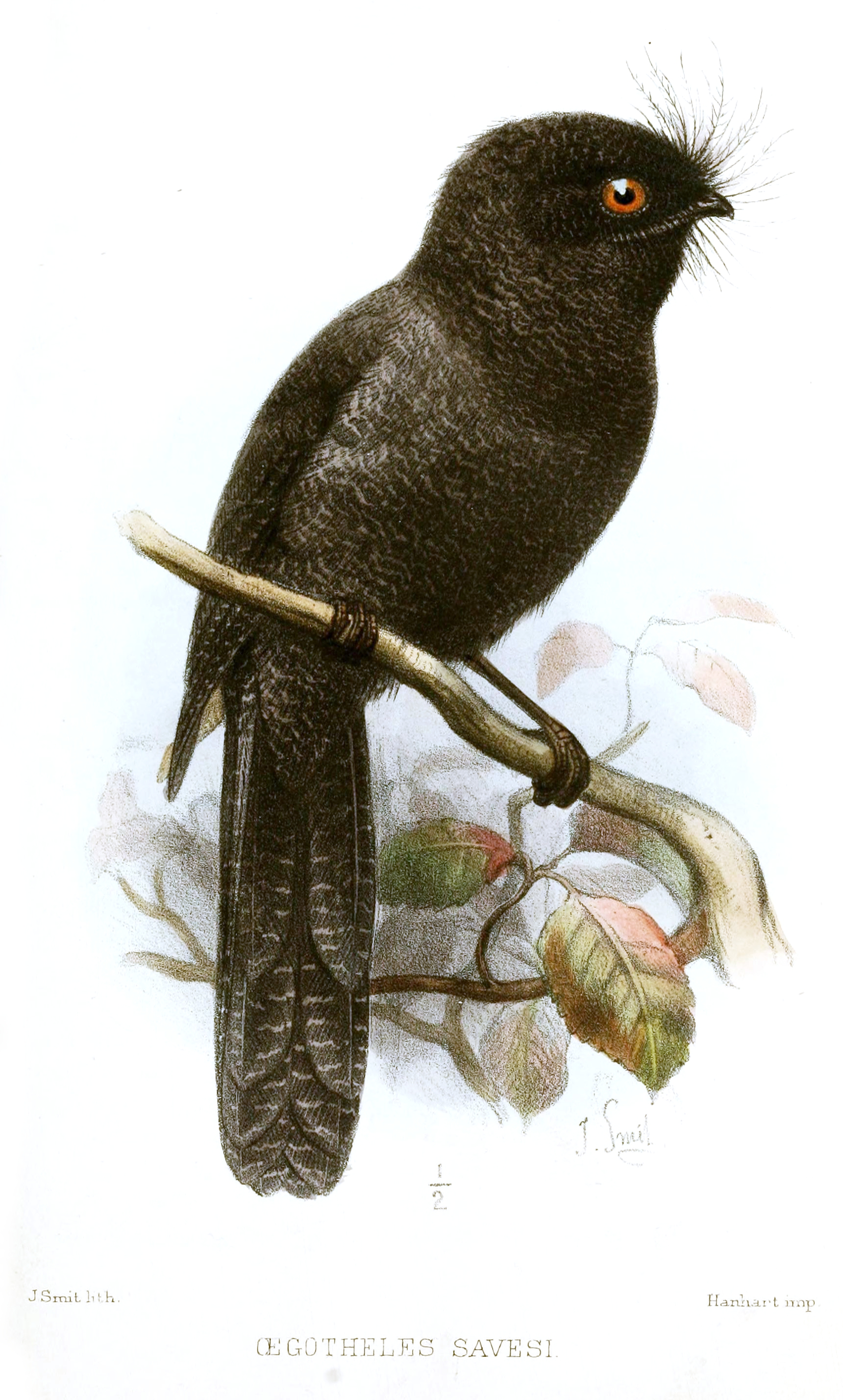
Lelčík černý

Kondor kalifornský (Gymnogyps californianus)
Kakapo soví (Strigops habroptila)
Kagu chocholatý (Rhynochetos jubatus)
Drop bengálský (Houbaropsis bengalensis)
Sýček lesní (Heteroglaux blewitti)
Orel opičí (Pithecophaga jefferyi)
Fregatka Andrewsova (Fregata andrewsi)
Kukačka zelená (Carpococcyx viridis)

### Fauna korálových útesů
HvězdičkovníkSiderastrea glynni
Poritipora paliformis
Útesovník filipínský (Moseleya latistellata)
Dírkovník Porites pukoensis
Dírkovník Alveopora excelsa
Dírkovník Alveopora minuta
Číškovník Stylocoeniella cocosensis
Útesovník Montastraea faveolata
Útesovník prstencový (Orbicella annularis)
Pórovník Stylophora madagascarensis
Umístění v seznamu má jen orientační charakter, neboť u řady druhů chybí přesnější údaje o jejich populační síle. Např. delfínovec čínský je dnes všeobecně vnímán jako druh nejspíše vyhynulý, či alespoň bez životaschopné populace, ale u velmi vzácné paježury Attenboroughovy dosud existují náznaky o existenci druhu.. Podobně byla dlouhou dobu považována za vyhynulou i mystacina větší, jejíž poslední kusy měly spolu s několika jinými druhy padnout za oběť náhodné krysí invazi na ostrov Taukihepa v r. 1963. Avšak výprava v r. 1999 dodala určitou naději, že na ostrovech Taukihepa a Putauhina bylo by snad stále možné některé kusy najít, jakkoliv se tuto skutečnost nepodařilo zatím přesvědčivě verifikovat a výprava na ostrov Putauhina r. 2009 žádný kus nechytla ani nespatřila. Přesto IUCN přesunula druh z kategorie vyhynulý do kategorie kriticky ohrožený.